# Villa Carl Hugo Haußhälter
Die Villa für Carl Hugo Haußhälter liegt im Stadtteil Oberlößnitz der sächsischen Stadt Radebeul, in der Hauptstraße 53. Sie gleicht der ebenfalls 1895/96 im Augustusweg 67 errichteten Villa desselben Architekten, Carl Käfer.

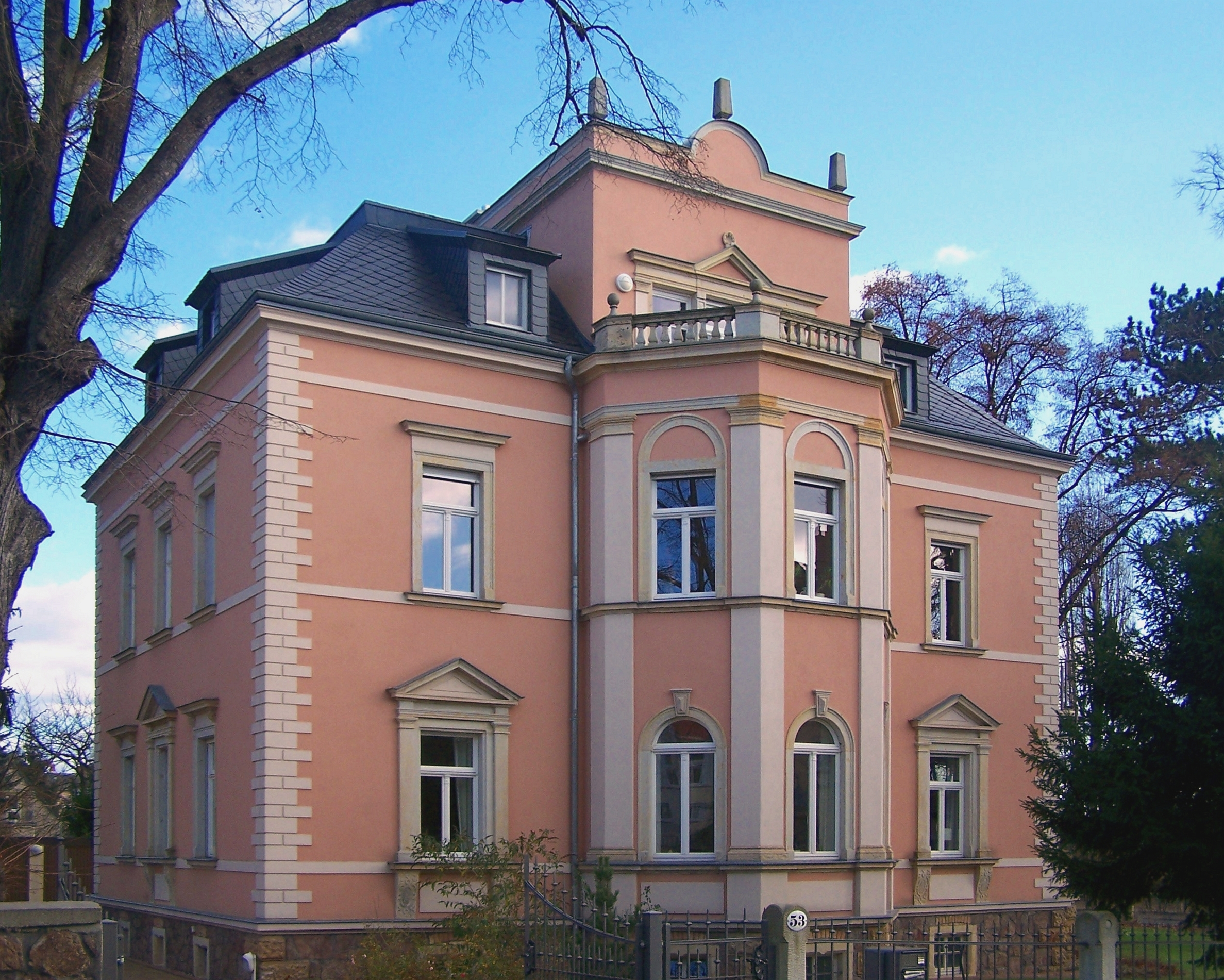
Villa Carl Hugo Haußhälter

Seinen Lebensabend um 1940 verbrachte dort der Theologe und Heimatforscher Leo Bönhoff.

## Beschreibung

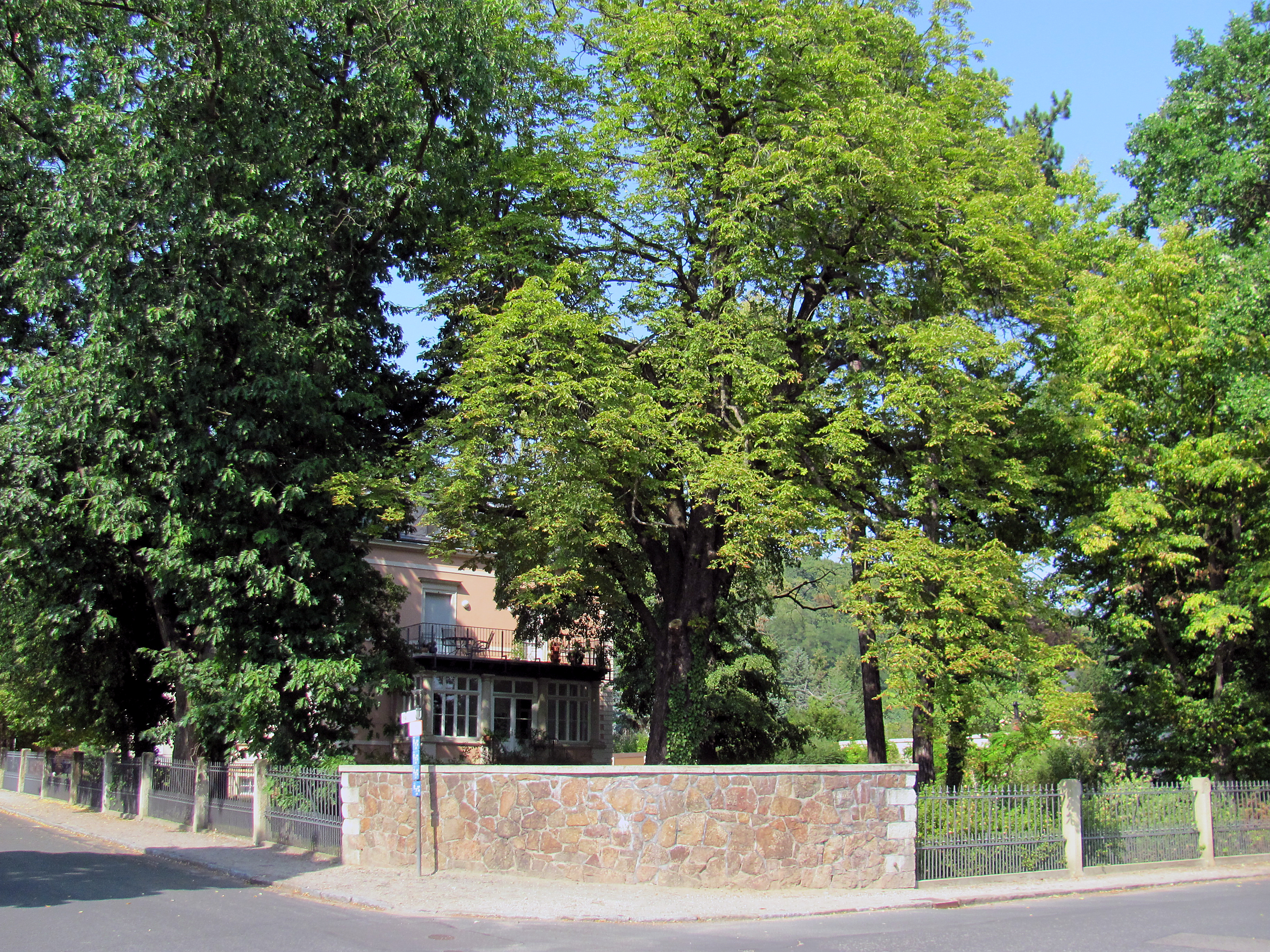
Denkmalgeschützter Garten

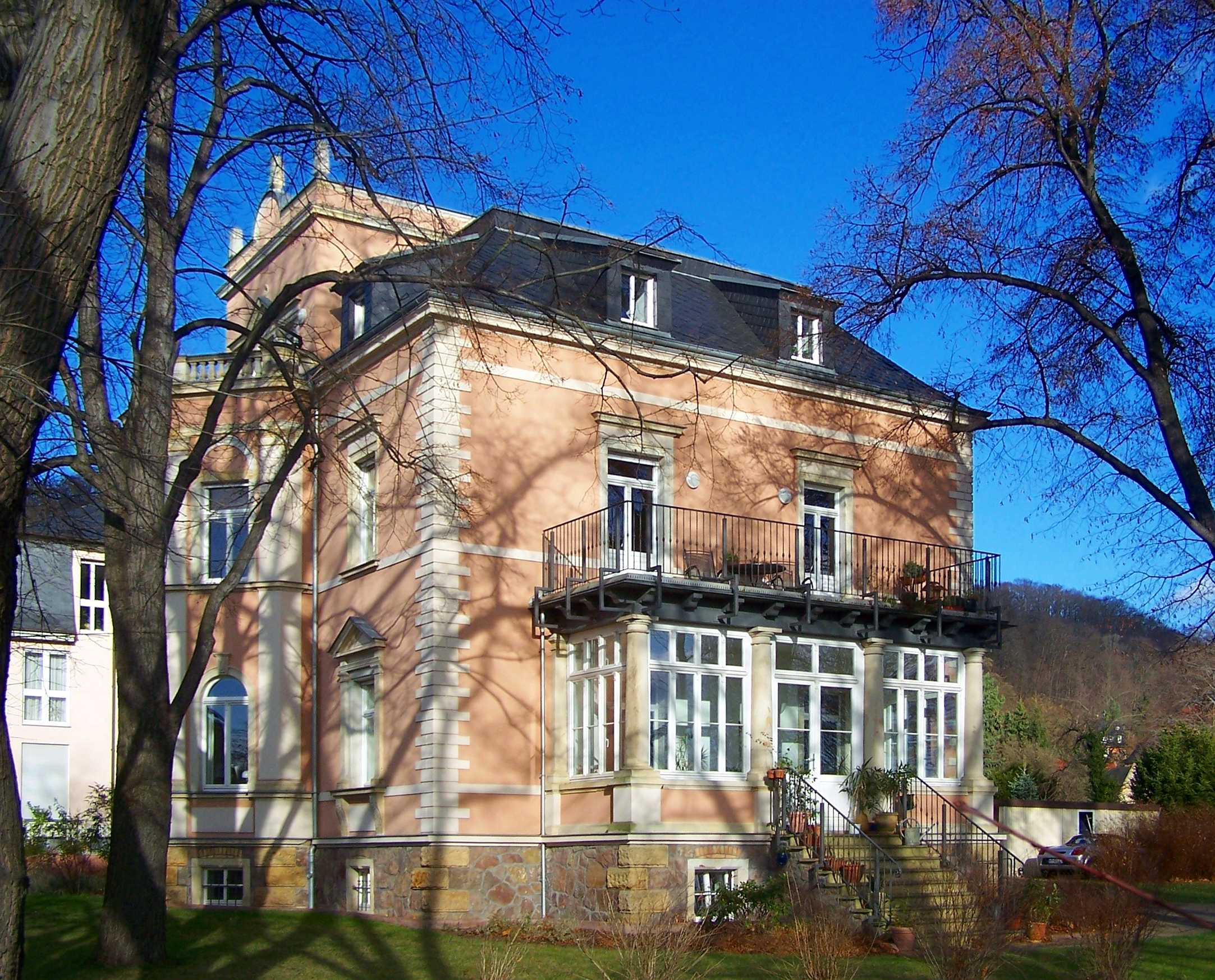
Villa Carl Hugo Haußhälter, Gartenseite

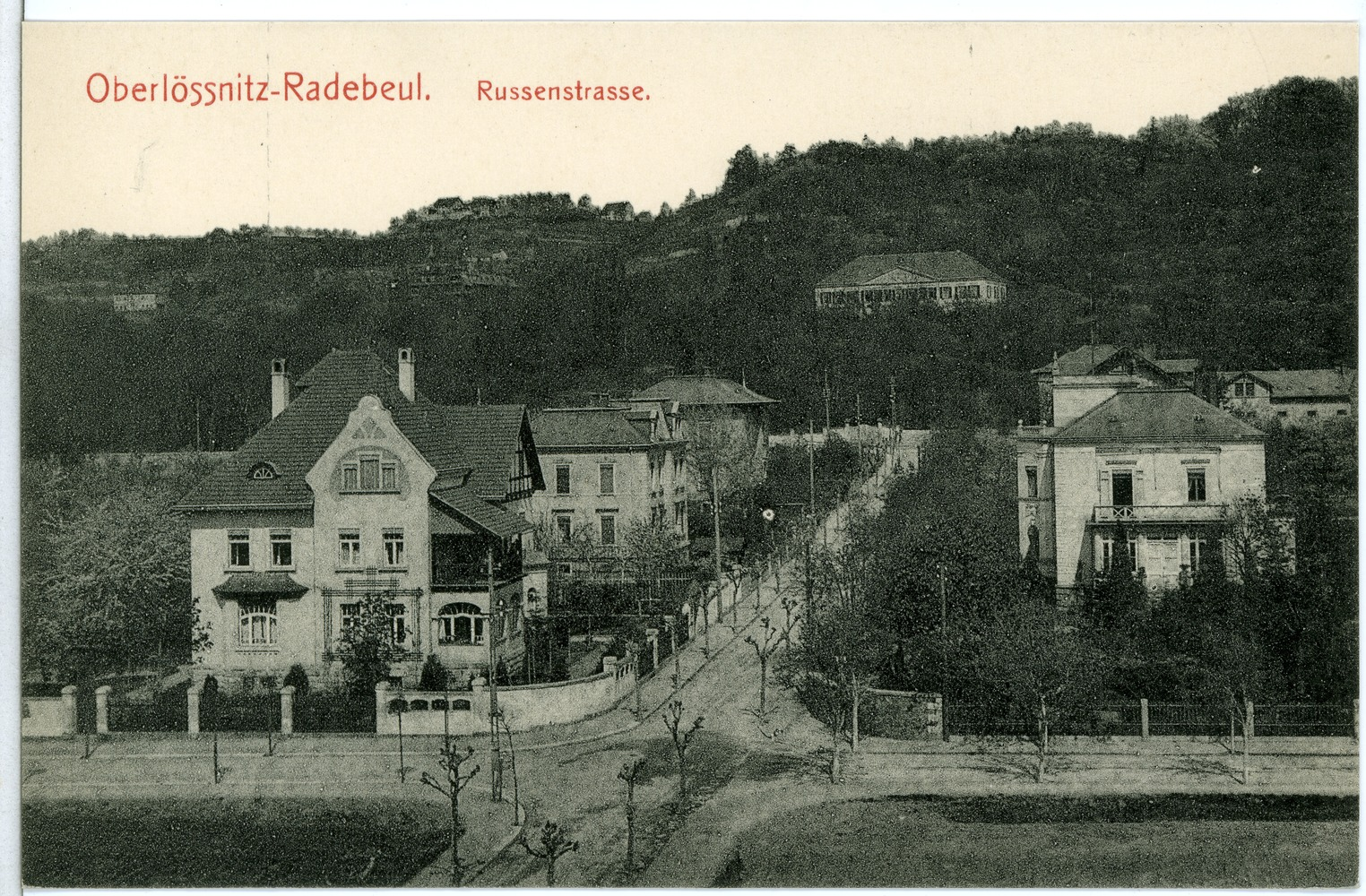
Rechts: Villa Carl Hugo Haußhälter (1909), vom Oberlößnitzer Rathaus aus. Gegenüber Mietvilla Hauptstraße 62, dahinter Villa Marie. In den Bergen: Villa Wach

Die zweigeschossige, heute mitsamt Einfriedung und Garten unter Denkmalschutz stehende Villa wurde im Dezember 1895 von dem Architekten Carl Käfer entworfen und im Jahr 1896 errichtet. Käfer wählte einen klassischen Grundriss der Semper-Nicolai-Schule mit einem zentralen Vorzimmer, einem Gartensaal und dem rückwärtigen Eingang. Der Bau steht auf einem Bruchsteinsockel und hat obenauf ein abgeplattetes Walmdach.
In der fünfachsigen Hauptansicht steht mittig ein dreigeschossiger Risalit mit einer Attika, die von neuergänzten kleinen Obelisken gekrönt wird. Vor dem Risalit steht ein zweigeschossiger polygonaler Söller mit Rundbogenfenstern im Erdgeschoss statt der sonstigen Rechteckfenster. Auf der rechten Seite befindet sich eine Veranda mit Halbsäulen und einer Freitreppe zum Park.
Die ehemalige Verputzung wurde im 20. Jahrhundert vereinfacht. Ein Teil der Putzgliederung wurde in jüngster Zeit wieder hinzugefügt. Der Söller ist durch Pilaster gegliedert, einige Erdgeschossfenster sind durch eine Ädikula eingefasst.
Die Einfriedung des großen, parkähnlichen Gartens erfolgt durch einen Lanzettzaun zwischen Sandsteinpfeilern, der Garten zur Villa gilt als denkmalpflegerische Nebenanlage.
Bereits zwanzig Jahre vorher war mit dem Haus Herbig ein etwas aufwendiger geschmückter Bau dieses Dresdner Villentyps entstanden, der seinerzeit in Niederlößnitz von mehreren Baumeistern variiert wurde.